# 那須野號列車
「那須野」（日语： Nasuno */?）是一種在東日本旅客鐵道（JR東日本）東北新幹線運行的特急列車班次的名稱，來往東京至那須鹽原（部份延伸至郡山）間，為各站停車模式。
而在1959年至1990年間，亦有同名稱的在來線急行、新特急（L特急）列車行駛上野站～黑磯站的東北本線間。本條目暫時只表述有關新幹線部份。

## 概要
1995年（平成7年）12月1日由原來的青葉號列車中分離出來，以服務東北新幹線內的近距離服務，行駛東京站～那須鹽原站間，部份班次更延長至郡山站。另外，天皇及皇族由都內前往那須野原的御用邸時，也會乘坐那須野號列車，通常會採用設有2樓的E4系列車行駛。

## 運行概況
主要的客源為東京～小山、宇都宮間的通勤、通學乘客及商務乘客為主。定期列車方面，每天共設有下行16班、上行17班（其中2來回於星期六、日及假期運休），當中上行9班、下行11班行駛東京～那須鹽原間、上行7班、下行5班行駛東京～郡山間，另外有上行1班由小山發車。過往曾有臨時班次伸延至福島，但2011年4月起便不再存在，另外車上販賣亦由2015年3月14日取消。

### 停車站
| 號数        | 運行本數＼車站    | 東京站 | 上野站 | 大宮站 | 小山站 | 宇都宮站 | 那須鹽原站 | 新白河站 | 郡山站 | 備考                                   |
| ----------- | ----------------- | ------ | ------ | ------ | ------ | -------- | ---------- | -------- | ------ | -------------------------------------- |
| 251 - 284號 | 上行1班           | ●      | ●      | ●      | ●      |          |            |          |        |                                        |
| 251 - 284號 | 下行11班／上行9班 | ●      | ●      | ●      | ●      | ●        | ●          |          |        | 下行2班／上行2班於星期六、日及假期運休 |
| 251 - 284號 | 下行5班／上行7班  | ●      | ●      | ●      | ●      | ●        | ●          | ●        | ●      |                                        |

●：全列車停車 ○：部份列車停車 －：通過

### 使用車輛、編成
現時共有4款不同種類的列車行駛，包括E2系、E3系、E5系、E6系，全為可以服務東北新幹線大宮站以北車站的車種，當中E2系、E5系可單獨行駛，另外亦有E2+E3、E5+E6兩種的併結編成，合共有5種不同的列車組合。部份併結組合與線道內其他行駛中的列車配搭相同，如「隼」＋「小町」及「山彥」＋「翼」。
與行走於北陸新幹線上的E7系情況一樣，E5系列車設有特等車廂，同樣也會開放使用，但卻不會設有特等車廂服務大使於車廂內，但相應的特別附加費用亦較一般情況為便宜。
2020年10月，因受2019冠狀病毒疾病疫情影響，乘車需求銳減，E3系0番台已全數退出營運，目前已無E3系+E5系併結編組行駛的班次。

### 過往使用車輛及安排
E1系、E4系、400系及200系均曾服役於那須野號。
過往在平日17點起由東京站出發，以及9時前到達東京站的列車，均採用全車自由席的政策，相反，在星期六、日及公眾假期，除1班由小山開出的班次外，其他班次部分車廂改為指定席。

### 圖片集

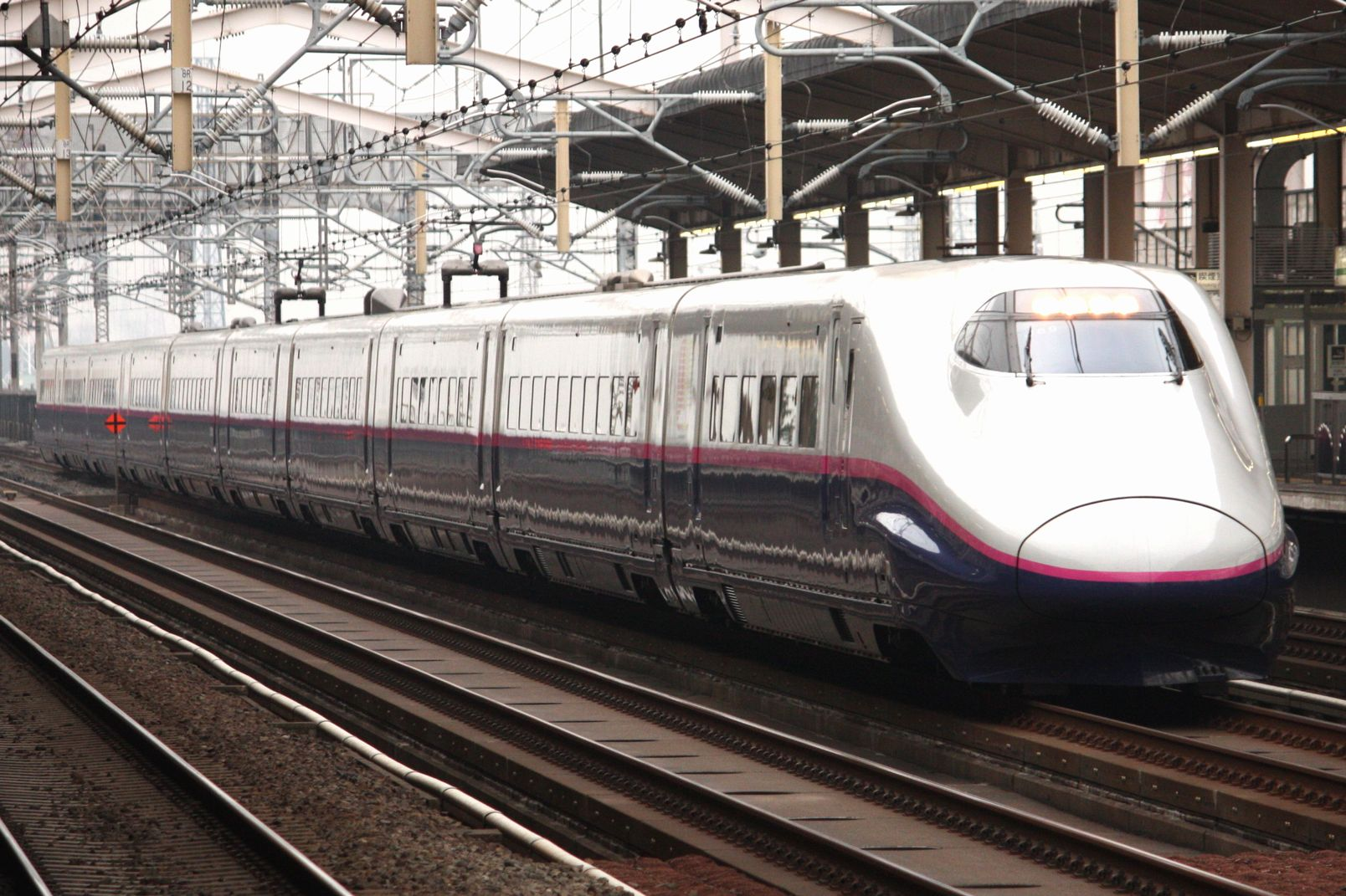
E2系1000番台
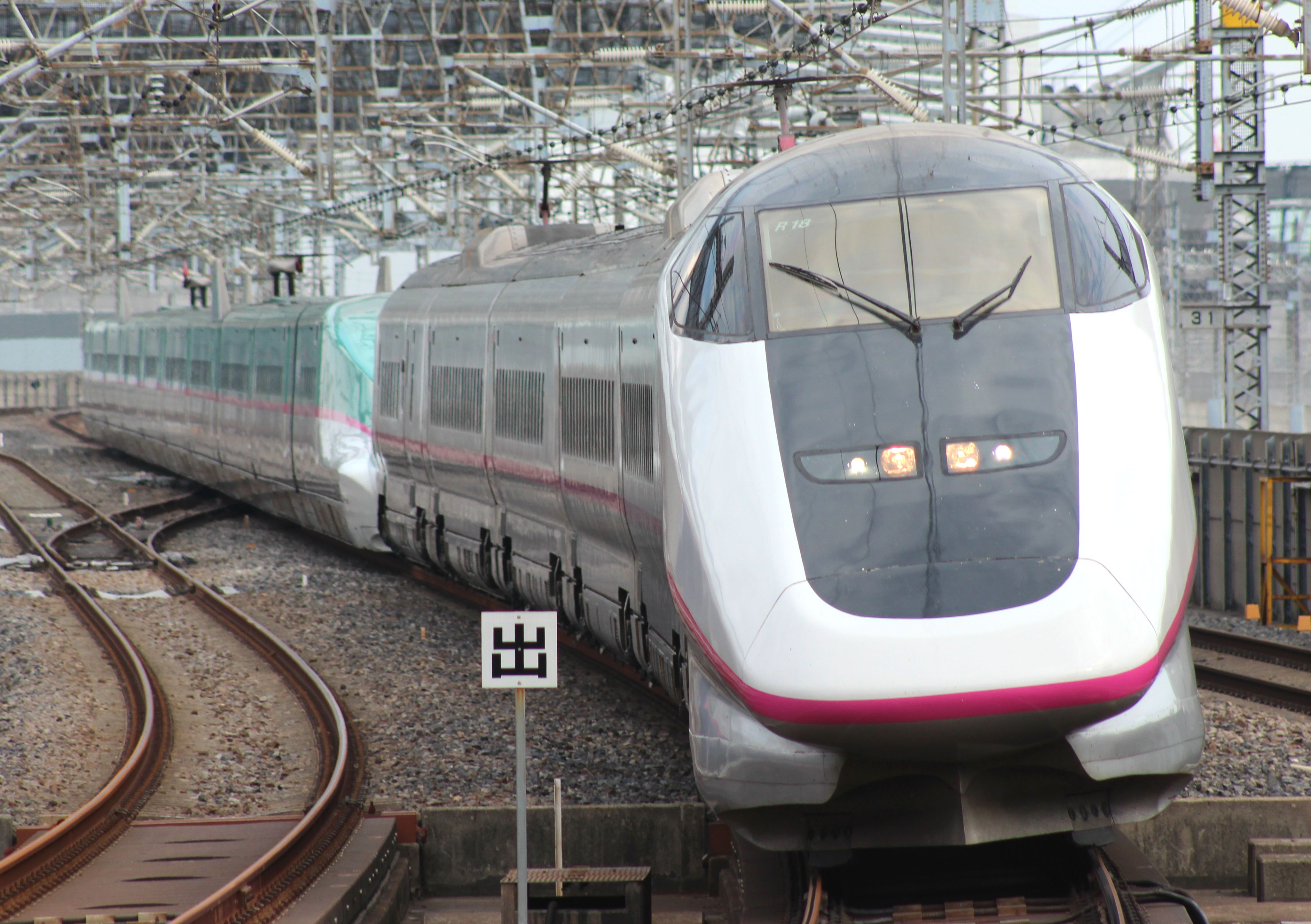
與E5系連結的E3系
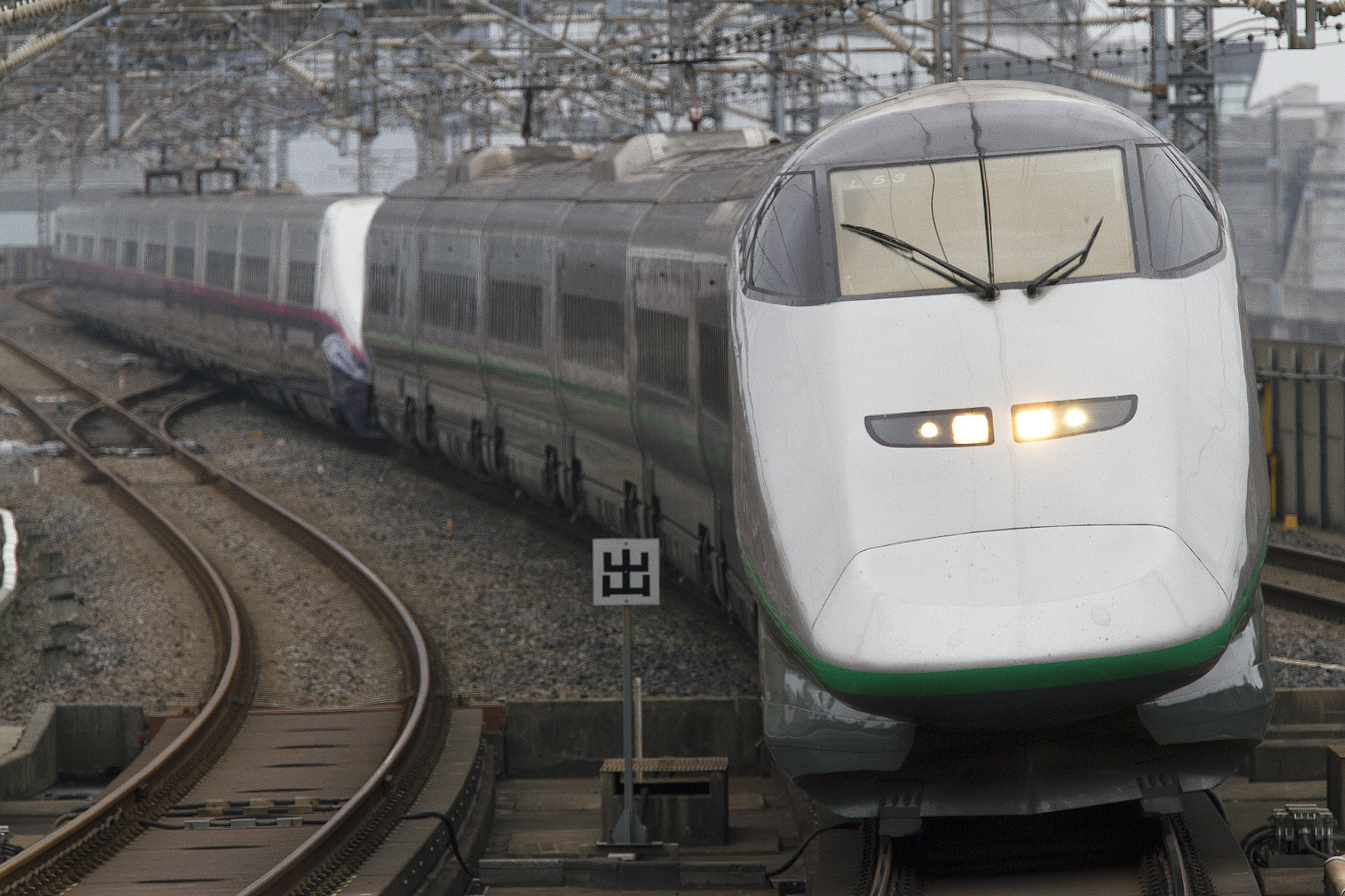
E3系1000番台
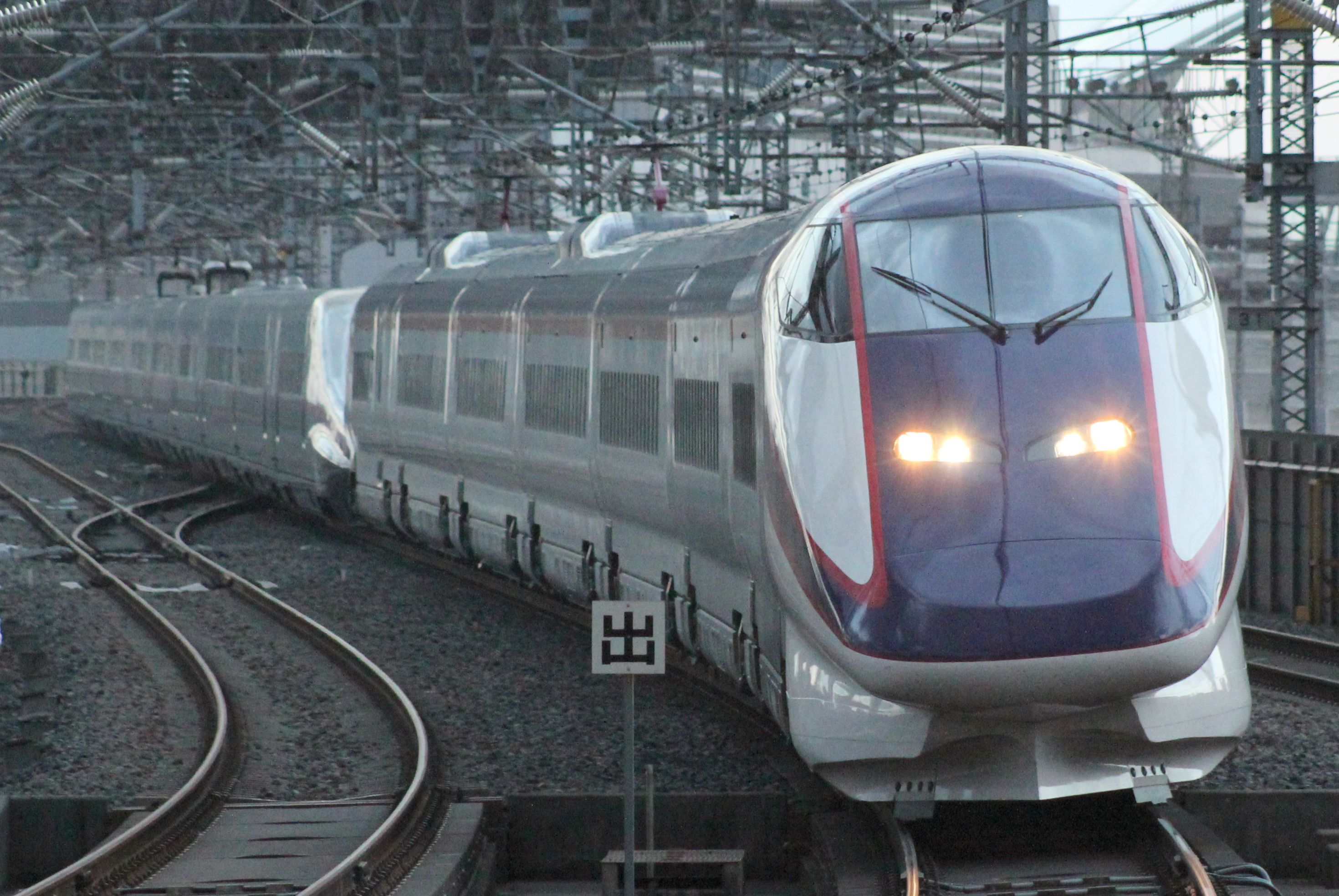
E3系2000番台
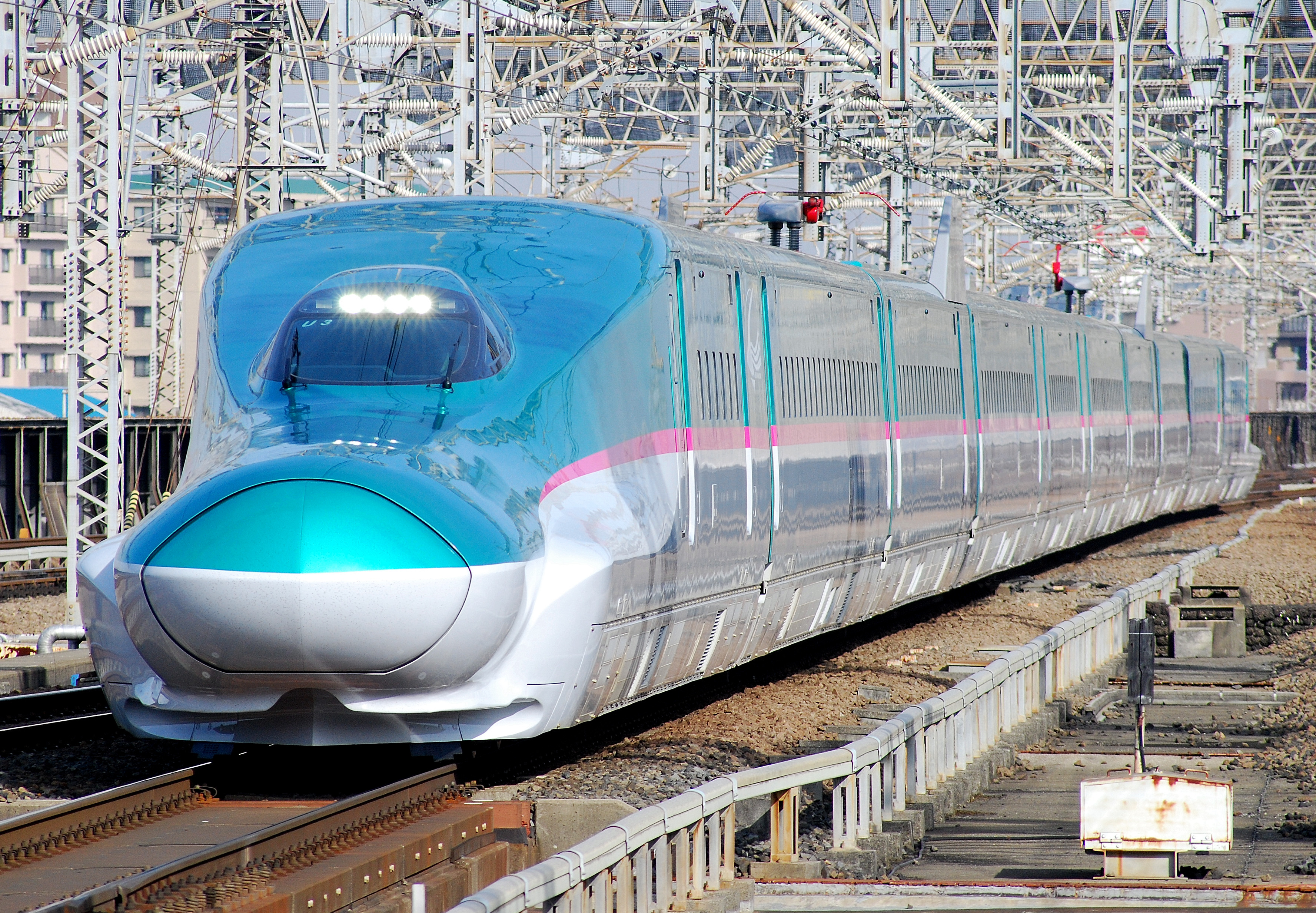
E5系
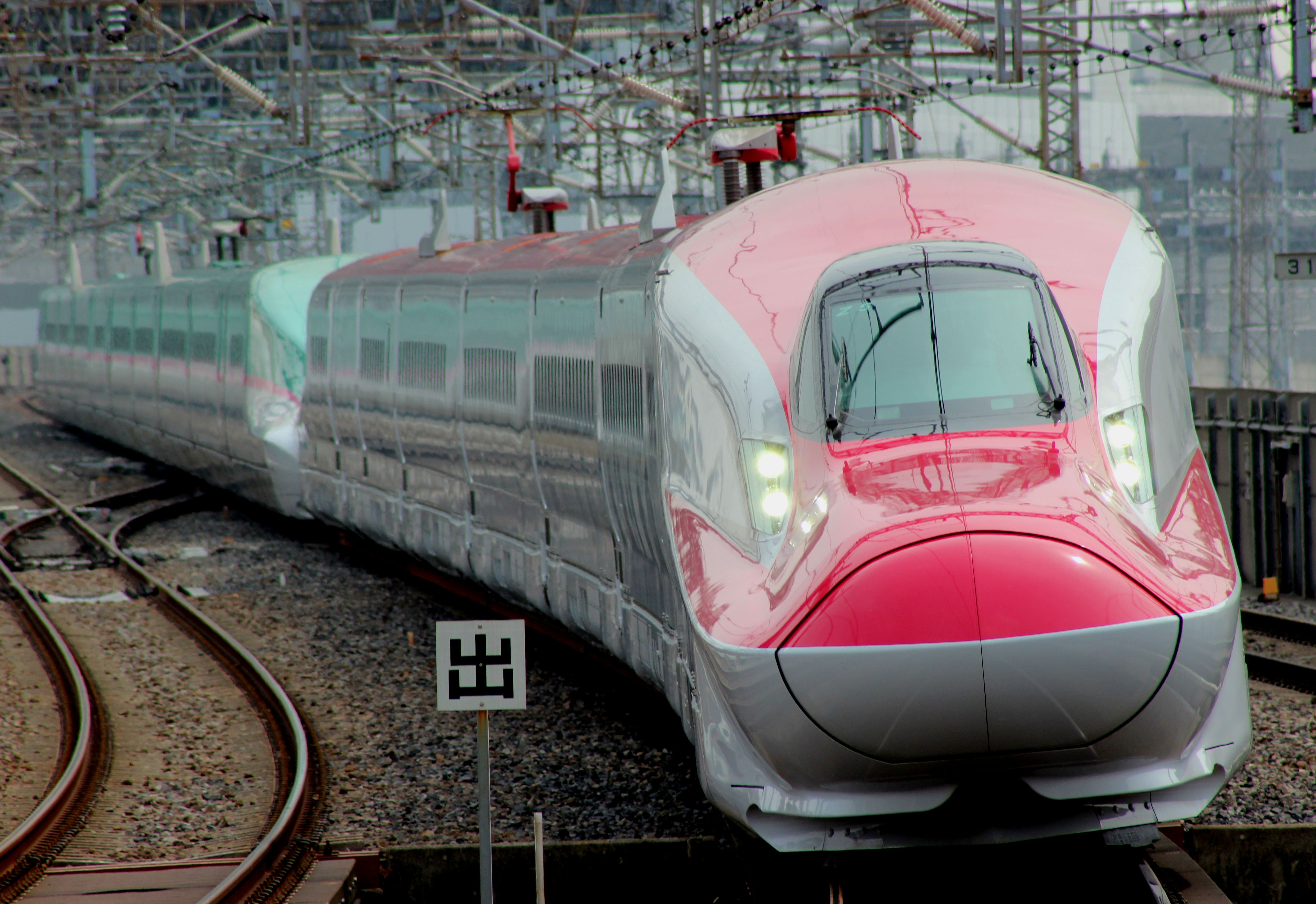
與E5系連結的E6系
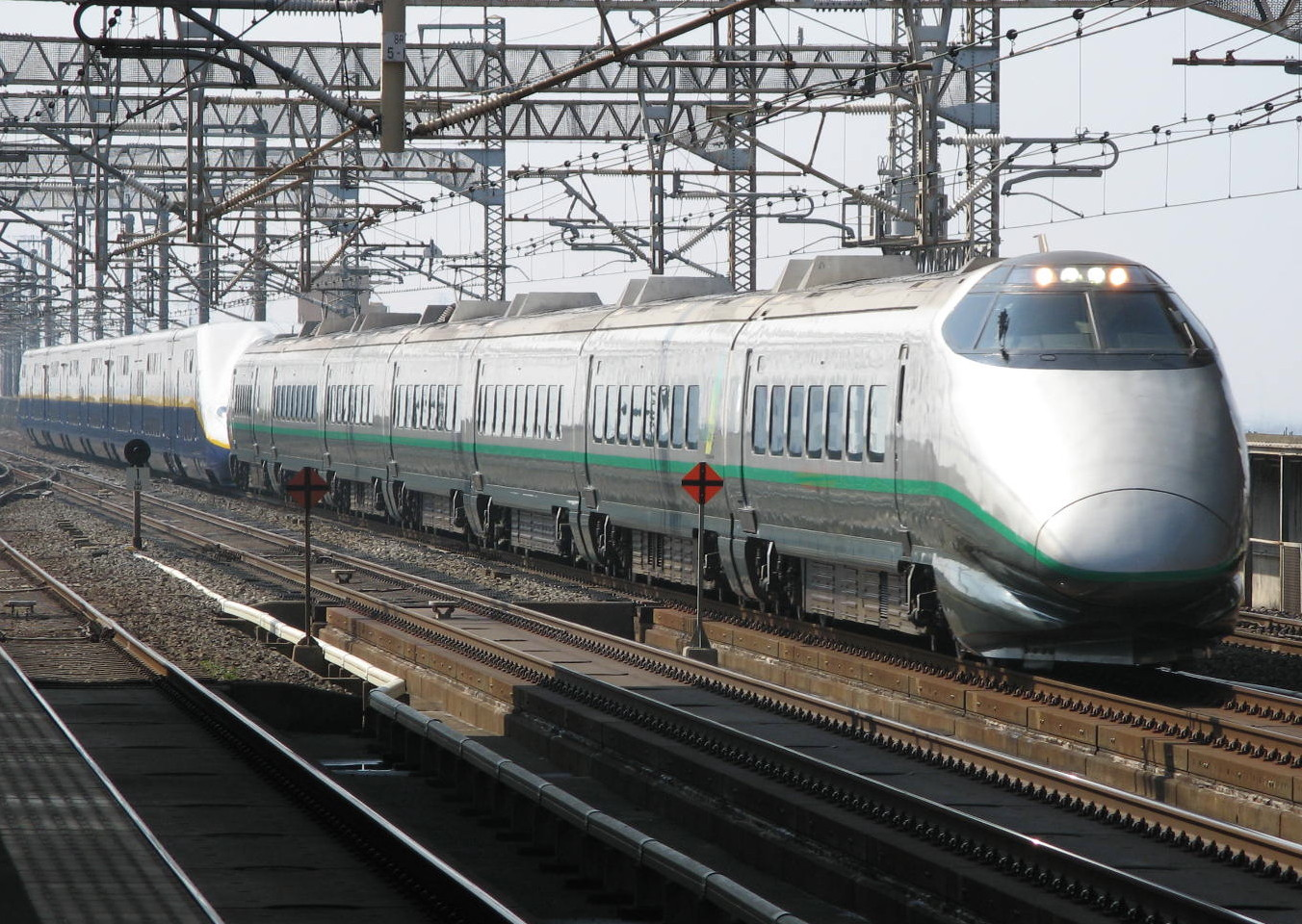
使用至2010年的400系
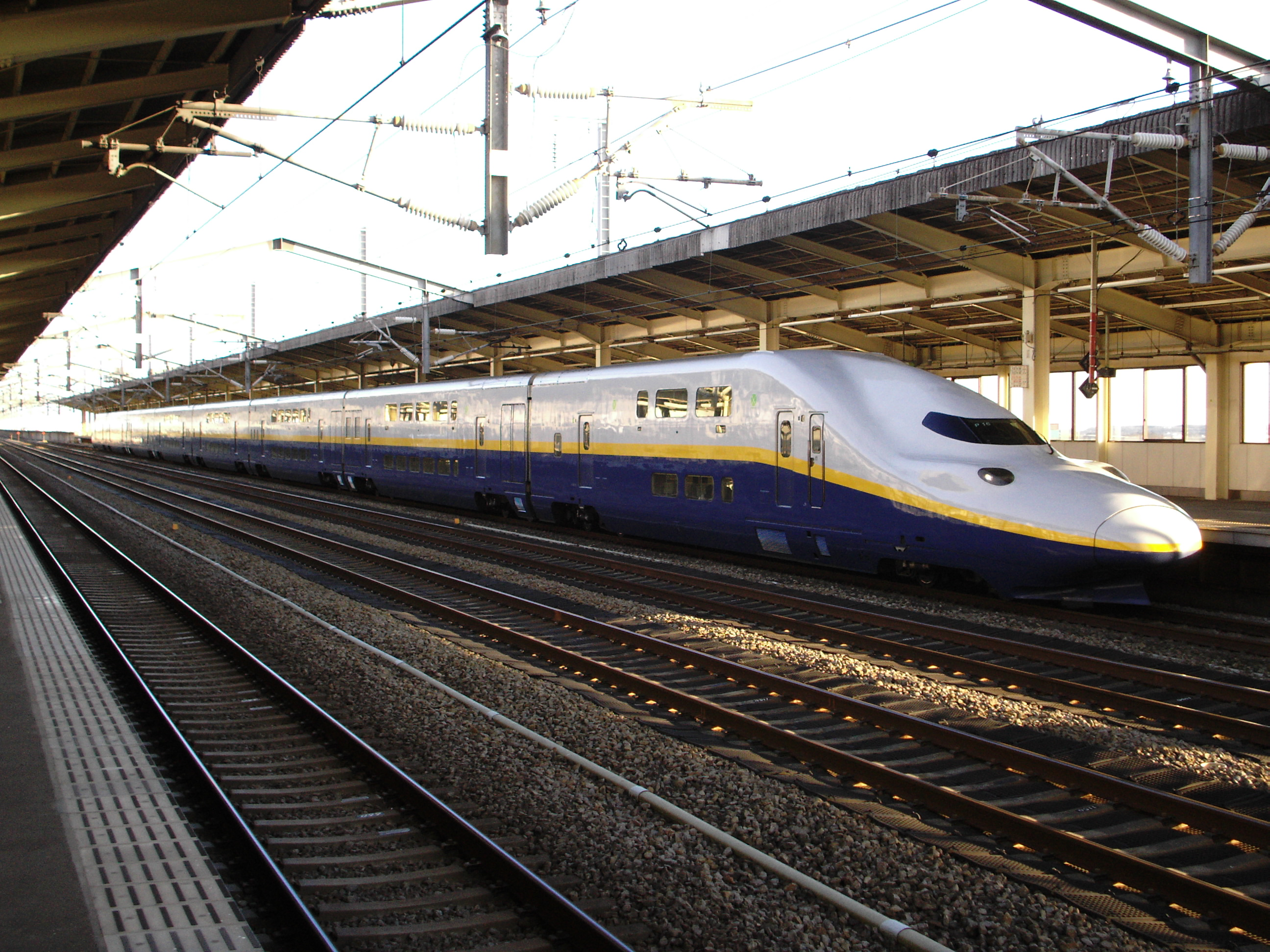
使用至2012年的E4系

## 歷史
只列出新幹線部份的歷史
- 1995年12月1日：時間表改正，東北新幹線東京站～那須鹽原站間與「青葉」、「Max青葉」分離，並改稱為「那須野」（同日起原來在來線的「那須野號」改稱為「栃木」）。
- 1997年：

- 3月22日：E2系0番台及E3系0番台投入服務，E3系0番台和200系或與E2系0番台併結。
- 12月20日：E4系投入服務。

- 1998年：

- 10月26日-12月7日：E3系0番台增加1節車廂（14號車），6輛編成化。同年12月8日所有列車均增結完畢。同時其中2來回由那須鹽原間伸延至郡山。

- 1999年：

- 4月29日：E4系與400系併結。
- 12月4日：E1系定期列車完結。「Max那須野」開始採用2層E4系列車。E3系1000番台投入服務並與E4系併結）。200系與E3系0番台不再併結。

- 2000年12月2日：上行2班改為E4系「Max那須野」8輛編成列車[7]。
- 2001年：

- 9月20日：200系、400系與E3系1000番台不再併結。
- 12月1日：早上繁忙時間加設1班由小山開往東京。

- 2002年：

- 9月10日-11月30日：E2系0番台由8輛編成增結為10輛編成。
- 12月1日：E2系1000番台投入服務。200系、E1系中的5號車全面禁煙。

- 2005年12月10日：部份「Max那須野」延長至郡山。
- 2007年3月18日：全車禁煙。
- 2008年12月20日：E3系2000番台投入服務，並與E4系併結。
- 2010年4月18日：400系定期班次完結。
- 2011年1月19日：200系定期班次完結。
- 2012年：

- 3月17日：E5系投入服務。引入特等車廂。E4系16輛編成的「Max那須野」定期班次完結。E2系1000番台與E3系1000番台、2000番台併結。
- 9月29日：E4系定期班次完結。「Max那須野」廢除。E4系不再與E3系1000番台、2000番台併結。

- 2013年：

- 3月16日：E6系投入服務，並與E5系併結。
- 9月28日：E2系與E3系0番台不再併結。

- 2015年3月14日：取消車內販賣[1]。

## 外部連結
- 東日本旅客鐵道車輛圖鑑
  - 新幹線 E2系 はやて／やまびこ／なすの／とき／たにがわ／あさま （页面存档备份，存于）
  - 新幹線 E3系（0番代、1000番代、2000番代） つばさ／やまびこ／なすの （页面存档备份，存于）
  - 新幹線 E5系 はやぶさ／はやて／やまびこ／なすの （页面存档备份，存于）
  - 新幹線 E6系 こまち／はやぶさ／やまびこ／なすの （页面存档备份，存于）
- 東日本旅客鐵道新幹線車內設備資訊
  - E2系（10輛編成） （页面存档备份，存于）
  - E3系 （页面存档备份，存于）
  - E5系 （页面存档备份，存于）
  - E6系 （页面存档备份，存于）